# Опунт (Локрида)
Опунт (др.-греч. Ὀποῦς ή Ὀπόεις) — древнегреческий город, который был главным городом племени локрийцев, которые по этому месту именовались опунтскими локрийцами, а сама местность — Опунтской Локридой.
Он располагался на побережье материковой Греции напротив Эвбеи, возможно, у современного Аталанди. Его гавань была в Киносе. Опус располагался у Опунтского залива (современной бухты Аталанди), немного в глубине материка, в 15 стадиях от берега, согласно Страбону, или всего в миле, согласно Титу Ливию. Опус считался одним из самых древних городов Греции. Девятая олимпийская ода Пиндара касается Опуса. По преданию город был основан Опусом, сыном Локра и Протогенеи; а по соседству с ним, по некоторым сообщениям, жили Девкалион и Пирра. Опус был родным городом Патрокла, и он упоминается в гомеровском каталоге кораблей как один из локрийских городов, войсками которого в «Илиаде» командовал Аякс Малый, сын Оилея, царя Локриды. В Опусе существовали игры под названием Аянтеи и алтарь, посвященный Аяксу.
В период расцвета Древней Греции Опус считался главным городом восточных локрийцев, так как ни Геродот, ни Фукидид, ни Полибий не проводили различия между Опунцией и Эпикнемидией. Даже Страбон, от которого это различие главным образом происходит, в одном месте описывает Опус как столицу Эпикнемидии, то же самое подтверждается Плинием Старшим и Стефаном Византийским. Опунтцы присоединились к Леониду со всеми своими силами в битве при Фермопилах и послали семь кораблей в помощь греческому флоту в битве при Артемисии (480 г до н. э.). Впоследствии они принадлежали к антиафинской партии в Греции. Соответственно, после завоевания Беотии афинянами, последовавшего за битвой при Энофитах, в 456 году до н. э., афиняне захватили в заложники 100 богатейших опунтцев. Во время Пелопоннесской войны опунтские каперы досаждали афинской торговле, и именно для того, чтобы противодействовать им, афиняне укрепили небольшой остров Аталанту у опунтского побережья. В войне между Антигоном I Одноглазым и Кассандром Опус поддерживал последнего и поэтому был осаждён Птолемеем, военачальником Антигона. В 198 году до н. э., во время Второй македонской войны город был на стороне римлян.